# Strigilodelima
Strigilodelima is een geslacht van slakken uit de  familie van de Clausiliidae.

## Soorten
De volgende soorten zijn bij het geslacht ingedeeld:
- Strigilodelima conspersa (L. Pfeiffer, 1848)
- Strigilodelima pentheri (A. J. Wagner, 1919)